# Hemiinattention
Hemiinattention är ett synfel som medför svårighet att lokalisera objekt i vänstra delen av synfältet. Detta beror på grund av någon form av skada eller sjukdom i höger hjärnhemisfär.